# Polska Futbol Liga
Die Polska Futbol Liga (PFL) ist die höchste American Football Liga in Polen. Gegründet wurde sie im Jahr 2021 durch den Zusammenschluss der Polska Liga Futbolu Amerykańskiego und der konkurrierenden Liga Futbolu Amerykańskiego. Die Liga untersteht dem neu gegründeten polnischen American Football Verband Związek Futbolu Amerykańskiego w Polsce (ZFAP). Das Endspiel um die polnische Meisterschaft ist der Polish Bowl.
Seit 2023 ist die Liga geografisch in zwei Gruppen aufgeteilt. Außerdem besteht als Unterbau eine 2. Liga für schwächere Mannschaften.

## PLF 1 Teams 2024
- Lowlanders Białystok
- Warsaw Eagles
- Warsaw Mets
- Jaguars Kąty Wrocławskie
- Kraków Kings
- Silesia Rebels

## Polish Bowl
| Bowl        | Datum         | Meister              | Ergebnis    | Vizemeister          | Austragungsort                     |
| Polish Bowl | Polish Bowl   | Polish Bowl          | Polish Bowl | Polish Bowl          | Polish Bowl                        |
| ----------- | ------------- | -------------------- | ----------- | -------------------- | ---------------------------------- |
| XVI         | 17. Juli 2021 | Bydgoszcz Archers    | 27:70       | Tychy Falcons        | Dozbud Arena, Ząbki                |
| XVII        | 23. Juli 2022 | Lowlanders Białystok | 21:20       | Kraków Kings         | Dozbud Arena, Ząbki                |
| XVIII       | 8. Juli 2023  | Lowlanders Białystok | 38:35       | Silesia Rebels       | Polonia-Warschau-Stadion, Warschau |
| XIX         | 13. Juli 2024 | Warsaw Eagles        | 20:10       | Lowlanders Białystok | Polonia-Warschau-Stadion, Warschau |